# 花見の仇討ち
『花見の仇討ち』（はなみのあだうち）は、古典落語の演目。元々は江戸落語の演目の一つである。上方落語では『桜の宮』。
原作は滝亭鯉丈の滑稽本『花暦八笑人』春の巻。そのため、作品自体は文政年間以降に行われているが、『八笑人』の題名で知られていた。明治以降に4代目橘家圓蔵・3代目三遊亭圓馬・3代目三遊亭金馬によって現在の形に改められた。
長屋の住人が花見の余興として仇討ちの寸劇を演じようとしたところ、演者の一人が当日いなくなった上に、誤解した本物の侍が割って入ることで起きる騒動を描く。

## あらすじ
長屋に住む4人の男が花見の趣向として、仇討ちの仮装芝居を考えた。巡礼に身をやつして仇を求める兄弟が諸国を旅した末に、花見の会場で親の仇である浪人に遭遇する。
「いざ尋常に勝負勝負！」
「敵討ちとは片腹痛い、返り討ちにしてくれるわ！」
そこへ旅の六部が割って入り、兄弟と浪人を諭す。そして皆で酒を酌み交わしてお開き、という筋書きだった。
花見の当日。六部役の男が旅姿になって会場に向かう折り、三味線を借りようと親戚の元を訪ねる。ところが六部姿の男を見た親戚は「親を捨てて旅に出るのか」と説教したうえ、無理に酒につき合わせる。もともと酒に弱い六部役の男は、そのまま酔い潰れて寝込んでしまった。
そんなことは知らない巡礼兄弟役と浪人役は、花見の会場で六部を待ちわびていたが、来る気配もない。3人は仕方なく「親の仇ぃ！」と叫んでなれ合いの斬り合い芝居を始める。そこへ通りがかった武士が本物の敵討ちと勘違いし、抜刀して助太刀を申し入れる。
驚いた3人は揃って逃げだす。「おかしな敵討ちですねぇ。敵と一緒に逃げ出すなんて」と見物人が呆れる中、それを追いかける武士は叫ぶ。
「勝負は五分五分だ、なぜ逃げる！」
「勝負は五分でも肝心の六部が参りません！」

## バリエーション
舞台となる花見の会場は、飛鳥山から上野に変更されて演じられる場合もある（明治以前の上野は寛永寺の境内であったが、明治以降は公園化されて花見の規制が緩和された）。上方では桜之宮に変更されて『桜の宮』の題名もここに由来している（元々は櫻宮の門前にある川堤で、大川を挟んで対岸にある造幣局の桜の通り抜けは有名）。